# Angelică

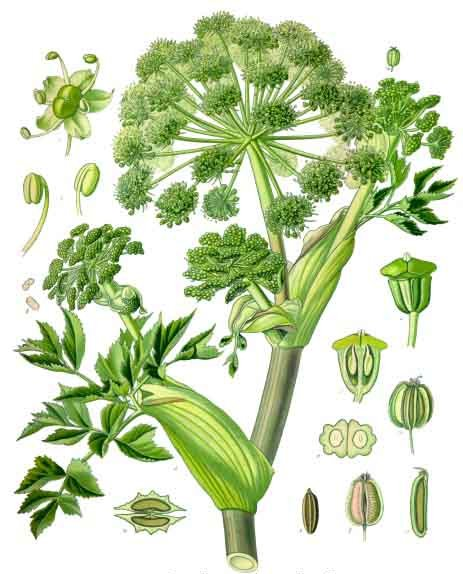
Angelica archangelica

Angelica (Angelica archangelica) este o plantă erbacee din familia Apiaceae (Umbelliferae). 
Alte denumiri: Angelica officinalis, Archangelica officinalis.
Denumiri populare: anghelică, angelină, antonică, buciniș, cucută mare.

## Descriere botanică
Angelica archangelica este o plantă erbacee bienală cu rizom gros, napiform, din care pornesc rădăcini adventive lungi. Acestea sunt groase și cărnoase, de culoare galben-maronie și produc un suc lăptos atunci când sunt tăiate. Tulpina este robustă, cilindrică, uneori cu nuanțe purpurii și este goală în interior. Ea poate ajunge până la 6 metri înălțime în al doilea an, purtând inflorescențe mari. Inflorescențele sunt grupate în umbele mari și globuloase, fiecare umbelă fiind compusă din numeroase flori mici, de culoare alb-verzuie. Acestea atrag atenția prin dimensiunea lor fiind ușor de remarcat, atrăgând astfel polenizatori precum albinele și alte insecte. Frunzele sunt mari, compuse și bipinnate. Lungimea totală a frunzei poate varia între 60 și 90 cm. Aceste frunze sunt dispuse alternat de-a lungul tulpinii principale, iar la baza acestora se află teci mari, umflate, care înconjoară tulpina, oferind suport structural și protecție pentru baza frunzelor. Fructe sunt diachene elipsoidale, de culoare galben-pai și au aproximativ 6-8 mm lungime. Angelica archangelica se găsește spontan în etajele montane și subalpine, preferând locurile umede și stâncoase. Aceasta este nativă din regiunile temperate ale Europei și Asiei, dar poate fi găsită și în alte regiuni temperate din întreaga lume.

## Practici de recoltare și utilizare
Plantele, în special rizomii cu rădăcină trebuie uscate imediat după recoltare pentru a preveni deteriorarea și pentru a-și păstra propritățile. Procesul de uscare trebuie să dureze 3-4 zile la temperaturi de 38-60°C pentru a asigura o deshidratare rapidă și eficientă. Plantele uscate sunt utilizabile timp de aproximativ un an după recoltare. Depozitarea corespunzătoare în condiții de umiditate relativă de 80-95% și temperatura de 0-2°C ajută la menținerea calității. Recoltarea rizomilor cu rădăcini se recoltează la sfârșitul verii sau începutul toamnei (lunile august, septembrie, octombrie) sau primăvara (martie-aprilie) în al doilea an de cultură. Aceasta este perioada optimă pentru a obține rădăcini mature și de calitate. Frunzele și tulpinile se recoltează în lunile iunie și iulie când sunt tinere și au cele mai bune proprietăți aromatice și medicinale. Florile și fructele se recoltează în luna iulie. Florile sunt recoltate pentru utilizarea lor în scopuri medicinale și aromatice, în timp ce fructele sunt adesea folosite pentru semințe și uleiuri esențiale.